# 木里香青
木里香青（学名：Anaphalis muliensis）为菊科香青属的植物，为中国的特有植物。分布于中国大陆的云南、四川等地，生长于海拔3,400米至4,000米的地区，多生在高山针叶林下、草地和岩石上，目前尚未由人工引种栽培。